# جمعية الإدارة الأمريكية
جَمْعِيَّة الإدارة الأمريكيَّة المعروفة اختصاراً بالرموز AMA هي مؤسَّسة لا تستهدف الربح، تأسَّست عام 1923 م لتقديم خدمات التدريب والأبحاث وتعميم المنشورات والمعلومات الخاصّة بمواضيع الإدارة.
كما تُدير مركز الإدارة الأوروبّي ليرعى مصالحها في أوروبا.

## المصدر
- جَمْعِيَّة الإدارة الأمريكيَّة - موسوعة المصطلحات الإدارية والاجتماعية والاقتصادية والتجارية، هاشم حسين ناصر المحنك